# Векич, Игор
И́гор Ве́кич (словен. Igor Vekić; род. 6 мая 1998, Словения) — словенский футболист, вратарь клуба «Вайле» и сборной Словении.

## Клубная карьера
Векич — воспитанник клубов «Триглав» и «Браво». 5 августа 2017 года в матче против «Рогашки» он дебютировал во Второй лиге Словении, в составе последнего. В 2019 году Игор помог клубу выйти в элиту. 9 августа в матче против «Алюминия» он дебютировал в чемпионате Словении. Летом 2021 года Векич на правах аренды перешёл в португальский «Пасуш де Феррейра.» В поединке Кубка Португалии против «Боавишты» Игор дебютировал за основной состав. 8 мая 2022 года в матче против «Санта-Клары» он дебютировал в Сангриш лиге. 
В 2023 году Векич перешёл в датский «Вайле». 6 сентября в поединке Кубка Дании против «Сённерйюска» Игор дебютировал за основной состав. 

## Международная карьера
В 2015 году в составе юношеской сборной Словении Векич принял участие в юношеском чемпионате Европы в Болгарии. На турнире он был запасным и на поле не вышел.
В 2021 году Векич в составе молодёжной сборной Словении принял участие в молодёжном чемпионате Европы в Венгрии и Словении. На турнире он сыграл в матче против команд Испании, Чехии и Италии.